# 徳島県道188号今切港線
徳島県道188号今切港線（とくしまけんどう188ごう いまぎれこうせん）は、徳島県板野郡北島町を通る一般県道である。

## 概要
今切川沿いの小さな港を起点とする道である。

### 路線データ
- 起点：板野郡北島町中村前須
- 終点：板野郡北島町中村明神下（徳島県道14号松茂吉野線・徳島県道39号徳島鳴門線交点）
- 距離：0.741 km[1]

## 歴史
- 1959年（昭和34年）1月31日 - 徳島県道68号今切港線として認定。
- 1972年（昭和47年）3月10日 - 徳島県道188号として再認定され現在に至る。

## 地理

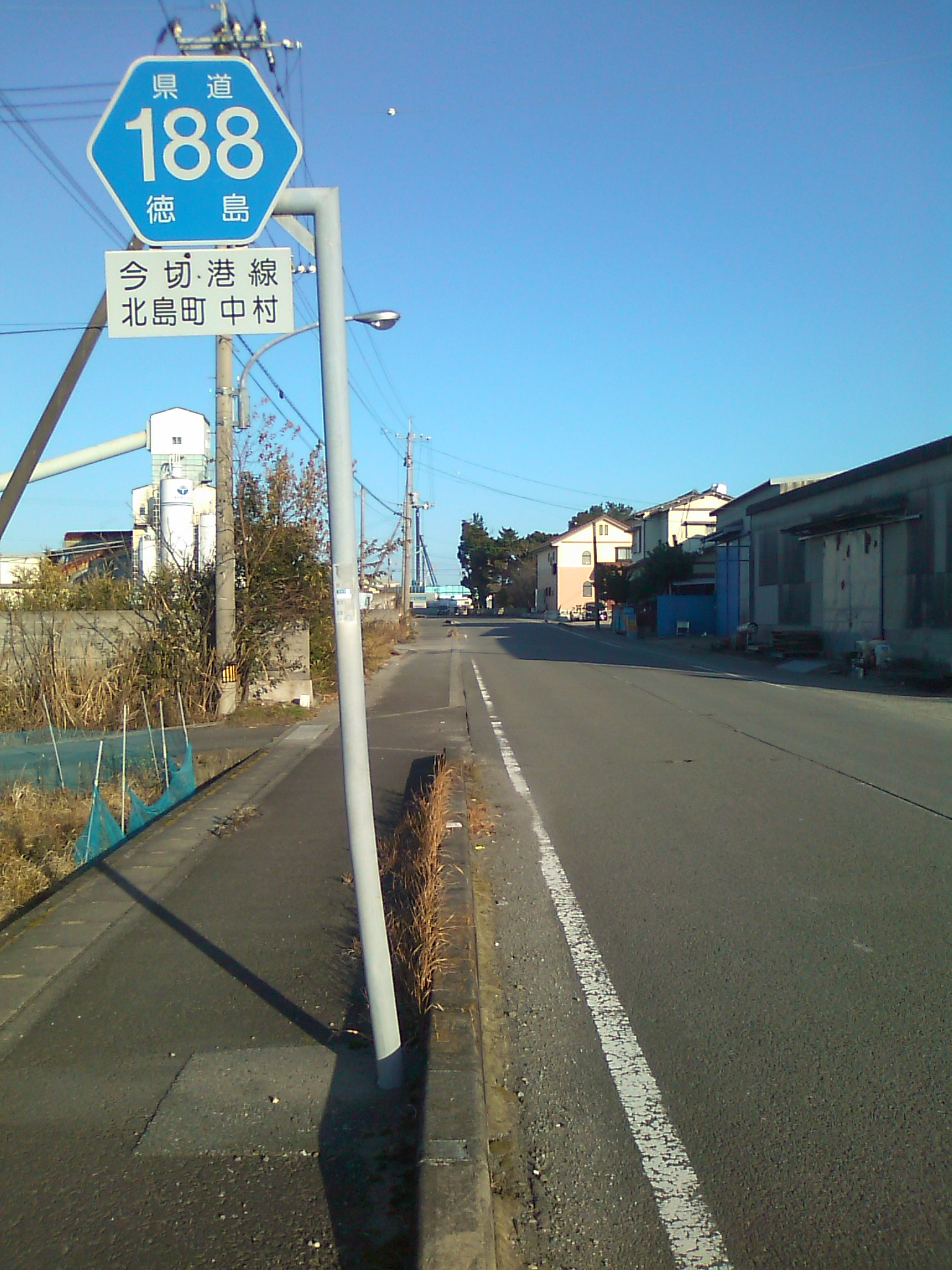
徳島県道188号

### 通過する自治体
- 徳島県
  - 板野郡北島町

### 交差する道路
| 交差する道路                                  | 交差する場所 | 交差する場所 |
| --------------------------------------------- | ------------ | ------------ |
| 徳島県道14号松茂吉野線 徳島県道39号徳島鳴門線 | 中村明神下   | 終点         |

### 沿線
- 今切港